# Sistema educativo
O sistema educativo é o conjunto de meios pelo qual se concretiza o direito à educação.
O sistema educativo desenvolve-se através de um conjunto organizado de estruturas e de ações diversificadas, por iniciativa e sob a responsabilidade de diferentes instituições e entidades, públicas e privadas.

## Em Portugal
Em Portugal, o sistema educativo exprime-se através da garantia de uma permanente ação formativa orientada para favorecer o desenvolvimento global da personalidade, o progresso social e a democratização da sociedade e compreende a educação pré-escolar, a educação escolar e a educação extraescolar.
O sistema educativo português tem por âmbito geográfico a totalidade do território português — Continente e Regiões Autónomas —, procurando ter uma expressão suficientemente flexível e diversificada de modo a abranger a generalidade dos países e dos locais em que vivam comunidades de portugueses ou em que se verifique acentuado interesse pelo desenvolvimento e divulgação da cultura portuguesa.
A coordenação da política relativa ao sistema educativo em Portugal, independentemente das instituições que o compõem, incumbe aos Ministérios da Educação e da Ciência Tecnologia e Ensino Superior.

## No Brasil
O sistema educacional no Brasil, conhecido também SEB, é definido principalmente por duas leis, são elas, as Lei de Diretrizes e Bases da Educação – Lei n.º 9.394 de 1996, conhecida como LDB – e as diretrizes gerais da Constituição Federal de 1988 – que dentro da educação básica (educação infantil, ensino fundamental e ensino médio) é um direito de todos os cidadãos. No Brasil, é reunido os dados estudantis da instituição de ensino, dentre elas; matrícula e histórico escolar do estudante.
A divisão do sistema educacional brasileiro
O sistema educacional brasileiro está dividido em educação básica e educação superior. A educação básica é obrigatório, ou seja é dever da família (ou responsável pela criança ou adolescente) e do estado garantir essa educação, que é composta pela educação infantil (pré-escola), ensino fundamental, ensino médio, ensino técnico, Educação de Jovens e Adultos (EJA), educação no campo, educação especial, sendo a educação superior opcional, com a promoção e acesso gratuito garantidos pela Constituição.
A BNCC

Um dos nortes da regulamentação de conteúdos lecionados em instituições educacionais públicas e privadas, seja na educação infantil, ensino fundamental e ensino médio é a Base Nacional Comum Curricular (BNCC). A qual visa a uniformização e regulamentação de conhecimentos, competências, habilidades e instruções que uma escola deve provir a seus alunos, para que possam aprender de modo mais didático, com conteúdos mais significantes e terem uma formação humana integral. A BNCC faz parte do Plano Nacional da Educação (PNE), existente desde 1988. Foi criado visando fundamentalmente a etapa do ensino médio, já que na mesma, ocorre a maior preparação para vestibulares e para a inserção no mercado de trabalho.